# Río Jares
El río Jares (en gallego Xares) es un río de la provincia de Orense, Galicia, España. Es un afluente del río Bibey por su orilla derecha, que a su vez es afluente del río Sil. Tiene un recorrido de 47,5 km dentro de la provincia de Orense.

## Curso
Este río nace en las inmediaciones de Peña Trevinca, a 1900 m de altura, en el municipio de La Vega, y se une al río Bibey en Entrambasaugas, en las proximidades de Chandoiro, en el municipio de El Bollo. Desde su nacimiento atraviesa los términos municipales de La Vega y El Bollo, haciendo al final límite entre este y el de Laroco. En la desembocadura del Jares en el Bibey, confinan los municipios de El Bollo, Laroco y Manzaneda.
Su afluente principal es el río de Corzos, que desemboca por su orilla izquierda.
La superficie de su cuenca es de 329 km². El régimen del río es de tipo pluvio-nival, lo que significa que además de los máximos de caudal en los meses invernales, también los mantiene en la primavera a causa de la afluencia de las aguas del deshielo.
Su valle se abre en las cercanías de la localidad de La Vega, cabeza del municipio homónimo, situación que mantenía en "A Alberguería", localidad que fue anegada bajo las aguas del embalse de Prada.[cita requerida] A partir de este pantano, el valle vuelve a estrecharse, situación que se prolonga hasta su desembocadura en el río Bibey.

## Embalses
En el curso del río existen dos embalses, ambos para aprovechamiento hidroeléctrico:
- Prada, con una capacidad de 121,87 hm³, y
- Santa Eulalia, de 10,08 hm³.

El embalse de Santa Eulalia se comunica a través de una galería de presión y de una tubería forzada con la central hidroeléctrica de Santiago, en la ribera izquierda del río Sil. La comunicación permite salvar un desnivel de 235 m entre ambos ríos para su aprovechamiento hidroeléctrico, en sentido Jares-Sil. La presa se comenzó a construir en julio de 1964 y el hormigonado se realizó entre mayo de 1965 y julio de 1966.
La central de Santiago es reversible, pudiendo sus turbinas bombear un caudal de 18 m³/s del río Sil hasta el embalse de Santa Eulalia.